# Albert-Jan Sluis
Albert-Jan Sluis (Hoorn (Noord-Holland), 4 april 1976) is een Nederlands voice-over, stemacteur en diskjockey.

## Loopbaan
Sluis begon zijn werkzaamheden als dj bij lokale omroepen als Radio Hoorn en Westfriesland Radio. In 1997 maakte hij zijn debuut op de landelijke radio bij Radio 3FM, waar hij 2 jaar lang het nachtprogramma Pyjama FM presenteerde. Daarna was hij te horen bij Noordzee FM, Radio 10 Gold en Yorin FM. Ook werkte hij bijna vier jaar als muzieksamensteller van TMF en MTV bij MTV Networks.
Sluis werkte vanaf de start in april 2006 voor het radiostation Caz!. Hier presenteerde hij eerst een late-night programma en maakte daarna samen met Jeroen Kijk in de Vegte de ochtendshow Môgge Caz!. Nadat Caz! haar FM-frequenties kwijt raakte en doorging als internetstation, presenteerde Sluis nog bijna 2 jaar lang als enige dj een dagelijks programma en de Welcome-To-Your-Weekend Mix. Daarna was hij korte tijd werkzaam als dj en music-director bij Radio Decibel.
Tegenwoordig is Albert-Jan Sluis werkzaam als voice over en stemacteur. Hij spreekt onder andere commercials, tv-programma's, promo's (voor o.a. OOG Radio, Het Geluid van Groningen, Disney XD en Eurosport) en bedrijfsfilms in. Daarnaast is hij nog op de radio te horen als vaste invaller bij 100%NL , Radio 10 en Radio Veronica.